# Android Auto
Android Auto is een mobiele app die door Google is ontwikkeld om een Android-apparaat, zoals een smartphone, te gebruiken in combinatie met auto-infotainmentsystemen die dit ondersteunen. Vanaf Android 10 maakt Android Auto deel uit van het Android besturingssysteem en is er geen aparte app meer nodig.
Android Auto maakt deel uit van de Open Automotive Alliance, een gezamenlijk initiatief van 28 autofabrikanten met onder andere Audi, General Motors, Honda, Hyundai en technologieleverancier Nvidia als stichtende leden.
Sinds april 2021 is Android Auto officieel beschikbaar in België en Nederland.

## Functionaliteit
Zodra een Android-apparaat gekoppeld is met het entertainmentsysteem van de auto, kan het dashboard van de auto of het beeldscherm van het entertainmentsysteem gebruikt worden als verlengstuk van het Android-apparaat. Met Android Auto kan men onder andere navigeren, bellen, muziek beluisteren en zoeken op het internet. Handsfree bediening via spraakopdrachten is eveneens beschikbaar en wordt aanbevolen om afleiding tijdens het rijden te verminderen.
Aanvankelijk moest het Android-apparaat met een USB-kabel verbonden zijn met de wagen, later werden ook draadloze verbindingen via Bluetooth ondersteund.
Voertuigen zonder Android Auto kunnen een aftermarket entertainmentsysteem installeren.

## Software
Er is een Android Auto SDK uitgebracht, waarmee ontwikkelaars hun apps kunnen aanpassen om met Android Auto te werken. Aanvankelijk zijn alleen API's beschikbaar voor muziek- en berichten-apps.
In 2025 ondersteunde apps zijn onder meer Google Maps en Waze, muziekspelers zoals YouTube Music, Amazon Music, Apple Music en Spotify en berichten-apps, waaronder WhatsApp, Facebook Messenger, Google Hangouts, Skype en Telegram. 